# Montonen
Montonen är en ö i Finland. Den ligger i sjön Lievestuoreenjärvi och i kommunen Laukas i den ekonomiska regionen  Jyväskylä ekonomiska region  och landskapet Mellersta Finland, i den centrala delen av landet, 250 km norr om huvudstaden Helsingfors. Öns area är 1,4 hektar och dess största längd är 300 meter i nord-sydlig riktning.